# Пекела
Пекела (нидерл. Pekelaо файле) — община на севере Нидерландов, в провинции Гронинген. Образована 1 января 2010 года путём объединения общин Ауде-Пекела и Ньиве-Пекела.